# Aeroportul Dysart
Aeroportul Dysart (IATA: DYA, ICAO: YDYS) este un aeroport din Queensland, Australia.
Situat la o altitudine de 211 m, aeroportul dispune de o singură pistă. Este operat de BHP Group.